# فیلم‌شناسی هیو جکمن

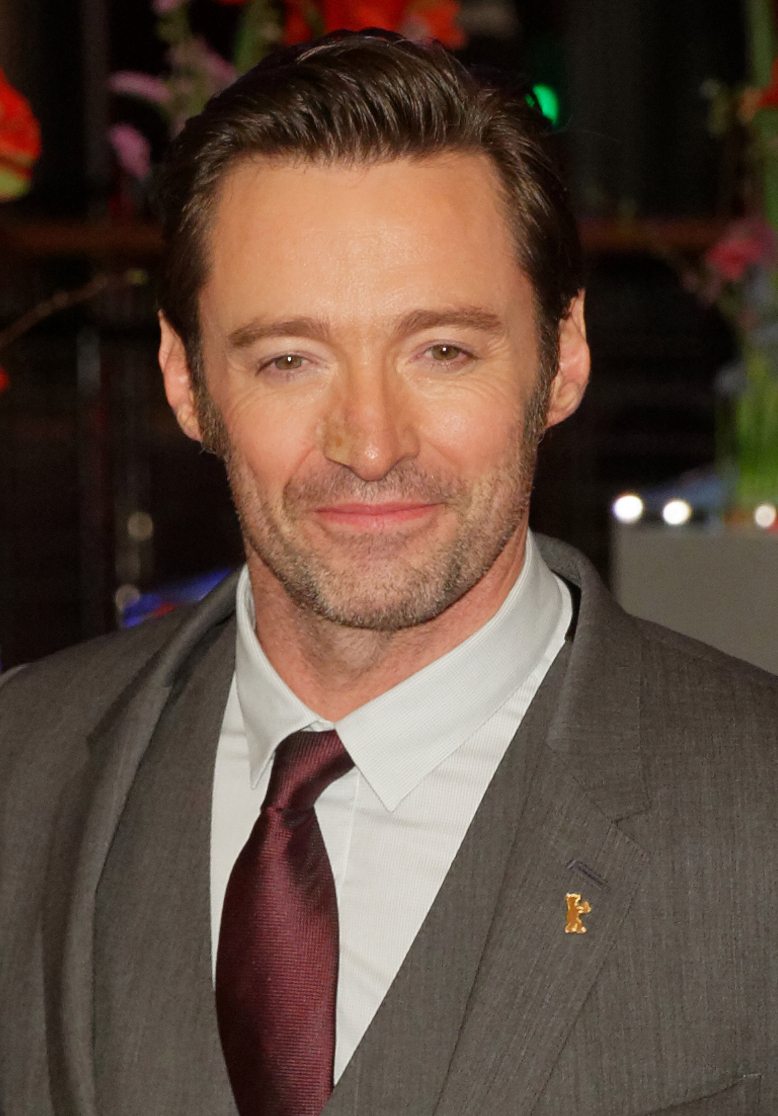
جکمن در شصت و هفتمین جشنواره بین‌المللی فیلم برلین سال ۲۰۱۷

هیو جکمن (به انگلیسی: Hugh Michael Jackman) (زاده ۱۲ اکتبر ۱۹۶۸) بازیگر، خواننده، نوازنده، رقصنده و تهیه‌کننده استرالیایی است.

## فیلم
| فیلم                           | سال  | نقش                                  | یادداشت                     |
| ------------------------------ | ---- | ------------------------------------ | --------------------------- |
| پادشاهان ارسکینویل             | ۱۹۹۹ | ویس                                  |                             |
| قهرمان رمان عاشقانه            | ۱۹۹۹ | جک ویلیس                             |                             |
| مردان اکس                      | ۲۰۰۰ | لوگان/ولورین                         |                             |
| کیت و لئوپولد                  | ۲۰۰۱ | لئوپولد                              |                             |
| کسی مانند تو                   | ۲۰۰۱ | ادی                                  |                             |
| اره‌ماهی                        | ۲۰۰۱ | استنلی جابسون                        |                             |
| اکس ۲: مردان متحد              | ۲۰۰۳ | لوگان / ولورین                       |                             |
| پروفایل یک قاتل زنجیره‌ای       | ۲۰۰۴ | اریک رینگر                           |                             |
| ون هلسینگ                      | ۲۰۰۴ | گابریل ون هلسینگ                     |                             |
| ون هلسینگ: ماموریت لندن        | ۲۰۰۴ | گابریل ون هلسینگ (صدا)               |                             |
| داستان روح‌های ازدست‌رفته        | ۲۰۰۵ | راجر                                 |                             |
| خوش‌قدم                         | ۲۰۰۶ | ممفیس (صدا)                          |                             |
| برآب‌رفته                       | ۲۰۰۶ | رودی (صدا)                           |                             |
| پرستیژ                         | ۲۰۰۶ | رابرت انجیر                          |                             |
| چشمه                           | ۲۰۰۶ | تامس / تامی / تام کریو               |                             |
| خبر داغ                        | ۲۰۰۶ | پیتر لایمن                           |                             |
| مردان اکس: واپسین پایداری      | ۲۰۰۶ | لوگان / ولورین                       |                             |
| فریب                           | ۲۰۰۸ | وایت بوز                             | همچنین تهیه‌کننده            |
| استرالیا                       | ۲۰۰۸ | دروور                                |                             |
| فصل سوزان                      | ۲۰۰۸ | راوی                                 | مستند                       |
| خاستگاه مردان اکس: ولورین      | ۲۰۰۹ | جیمز هاولت / لوگان / ولورین          | همچنین تهیه‌کننده            |
| مردان اکس: کلاس اول            | ۲۰۱۱ | لوگان / ولورین                       |                             |
| پولاد ناب                      | ۲۰۱۱ | چارلی کنتون                          |                             |
| ظهور نگهبانان                  | ۲۰۱۲ | بانیماند (صدا)                       |                             |
| بی نوایان                      | ۲۰۱۲ | ژان والژان                           |                             |
| ولورین                         | ۲۰۱۳ | لوگان / ولورین                       | همچنین تهیه‌کننده            |
| زندانیان                       | ۲۰۱۳ | کلر داور                             |                             |
| مردان ایکس: روزهای گذشته آینده | ۲۰۱۴ | لوگان / ولورین                       |                             |
| چپی                            | ۲۰۱۵ | وینسنت مور                           |                             |
| پن                             | ۲۰۱۵ | بلک بیرد                             |                             |
| ادی عقاب                       | ۲۰۱۶ | برانسن پری                           |                             |
| مردان اکس: اپاکلیپس            | ۲۰۱۶ | لوگان / ولورین / سلاح اکس            |                             |
| لوگان                          | ۲۰۱۷ | جیمز "لوگان" هاولت / ولورین / اکس-۲۴ |                             |
| برترین شومن                    | ۲۰۱۷ | فینیس تیلر بارنم                     |                             |
| ددپول ۲                        | ۲۰۱۸ | لوگان / ولورین                       | بکارگیری ویدیوهای آرشیو     |
| رقیب پیشتاز                    | ۲۰۱۸ | گری هارت                             |                             |
| حلقه گمشده                     | ۲۰۱۹ | لیونل فراست                          |                             |
| آموزش بد                       | ۲۰۱۹ | فرانک تاسون                          |                             |
| مرد آزاد                       | ۲۰۲۱ |                                      | حضور افتخاری در نقش صداپیشه |
| خاطره‌پردازی                    | ۲۰۲۱ | نیکلاس بانیستر                       |                             |
| پسر                            | ۲۰۲۲ | پیتر                                 |                             |
| ددپول و ولورین                 | ۲۰۲۴ | لوگان/ولورین                         |                             |

## تلویزیون
| سری                            | سال     | نقش          | یادداشت                                |
| ------------------------------ | ------- | ------------ | -------------------------------------- |
| فرسار سرزمین                   | ۱۹۹۴    | چارلز مک کری | قسمت: "برد، باخت و قرعه"               |
| کورلی                          | ۱۹۹۵    | کوین جونز    | ۱۰ قسمت                                |
| افسران پلیس                    | ۱۹۹۵    | بریدی جکسن   | قسمت: "فقط دسر"                        |
| رودخانه برفی                   | ۱۹۹۶    | دانکن جونز   | ۵ قسمت                                 |
| پخش زنده شنبه شب               | ۲۰۰۱    | خودش / مجری  |                                        |
| پنجاه و هفتمین دوره جوایز تونی | ۲۰۰۳    | خودش / مجری  | برنامه ویژه                            |
| پنجاه و هشتمین دوره جوایز تونی | ۲۰۰۴    | خودش / مجری  | برنامه ویژه                            |
| پنجاه و نهمین دوره جوایز تونی  | ۲۰۰۵    | خودش / مجری  | برنامه ویژه                            |
| استرالیایی‌ای بارمی می‌شود       | ۲۰۰۶    | راوی         | ۱ قسمت                                 |
| پانکد                          | ۰۷–۲۰۰۶ | خودش         | ۲ قسمت                                 |
| زنده باد لافلین                | ۲۰۰۷    | نیکی فونتانا | قسمت: "خلبان"، همچنین تهیه‌کننده اجرایی |
| استرالیایی‌ای بالی می‌شود        | ۲۰۰۸    | راوی         | ۶ قسمت                                 |
| هشتاد و یکمین دوره جوایز اسکار | ۲۰۰۹    | خودش / مجری  | برنامه ویژه                            |
| خیابان سسمی                    | ۲۰۱۰    | خودش         | قسمت: "ادای احترام به شماره هفت"       |
| دابلیو دابلیو ای راو           | ۲۰۱۱    | خودش / مجری  | قسمت: "۹۵۵"                            |
| پخش زنده شنبه شب               | ۲۰۱۱    | دنیل ردکلیف  | قسمت: "بن استیلر / فاستر مردم"         |
| تخت گاز                        | ۲۰۱۳    | خودش         | سری ۲۰ام                               |
| کریسمس در واشینگتن             | ۲۰۱۳    | خودش / مجری  | برنامه ویژه                            |
| دابلیو دابلیو ای راو           | ۲۰۱۴    | خودش / مجری  | قسمت "۱۰۹۱"                            |
| شصت و هشتمین دوره جوایز تونی   | ۲۰۱۴    | خودش / مجری  | برنامه ویژه                            |

## صحنه
| نام                        | سال  | نقش         | یادداشت   |
| -------------------------- | ---- | ----------- | --------- |
| زمانی در سارساپاریلا       | ۱۹۹۴ |             | استرالیا  |
| ثارک                       | ۱۹۹۴ |             | استرالیا  |
| دیو و دلبر                 | ۱۹۹۵ | گستون       | استرالیا  |
| بلوار سانست                | ۱۹۹۶ | جو گیلیس    | استرالیا  |
| اوکلاهما!                  | ۱۹۹۸ | کرلی مک لین | وست اند   |
| چرخ فلک                    | ۲۰۰۲ | بیلی بیگلو  | برادوی    |
| پسری از آز                 | ۲۰۰۳ | پیتر الن    | برادوی    |
| پسری از آز: موزیکال ارینا  | ۲۰۰۶ | پیتر الن    | استرالیا  |
| باران مداوم                | ۲۰۰۹ | دنی         | برادوی    |
| هیو جکمن: در اجرا          | ۲۰۱۱ | خودش        | کالیفرنیا |
| هیو جکمن: در کنسرت         | ۲۰۱۱ | خودش        | کانادا    |
| هیو جکمن: بازگشت در برادوی | ۲۰۱۱ | خودش        | برادوی    |
| رودخانه                    | ۲۰۱۴ | مرد         | برادوی    |
| برادوی به آز               | ۲۰۱۵ | چند نقش     | استرالیا  |
| مرد. موسیقی. نمایش.        | ۲۰۱۹ | خودش        | تور جهانی |
| مرد موسیقی                 | ۲۰۲۰ | هارولد هیل  | برادوی    |

## بازی ویدئویی
| نام                       | سال  | نقش                         | یادداشت |
| ------------------------- | ---- | --------------------------- | ------- |
| ون هلسینگ                 | ۲۰۰۴ | گابریل ون هلسینگ            |         |
| مردان اکس: بازی رسمی      | ۲۰۰۶ | لوگان/ولورین                |         |
| خاستگاه مردان اکس: ولورین | ۲۰۰۹ | جیمز هاولت / لوگان / ولورین |         |